# Alberese
Alberese is een plaats (frazione) in de Italiaanse gemeente Grosseto.